# محمد باقر علم الهدى
آية الله محمد باقر علم الهدى ( / 6 رمضان 1431 هـ-2010). عالم دين شيعي إيراني. ولد في مدينة مشهد. ومن أساتذته المرجع آية الله العظمى محمد هادي الميلاني، وآية الله حسن علي المرواريد. وكان من أبرز علماء الدين الذين ينتمون للمدرسة التفكيكة.

## وفاته
توفي في مدينة مشهد في السادس من رمضان لسنة 1431 هـ، ودفن في مدينة كربلاء بالعراق.

## مؤلفاته
- البصيرة والعمى في كلام الباري وأولي النهى.
- سد المفر على القائل بالقدر.
- سد المفر على منكر عالم الذر.
- حديث النفس.
- البداء آية عظمة الله.
- النبي وآله كلهم نور واحد.
- معرفة الله.
- نظرية المعرفة بين حقائق الوحي ونسائج البشر.
- خلقة العالم.